# 朋友 (Happiness單曲)
「朋友」（日語：フレンズ）是Happiness的第2張單曲。2011年4月27日由Universal Music發售。

## 收錄曲
CD
1. フレンズ 
作詞・作曲：松尾潔、編曲：MAESTRO-T
2. one more time
作詞：GIORGIO 13、作曲・編曲：GIORGIO CANCEMI
  - MAYUが加入後最初製作的樂曲，2010年由RecoChoku配信。
  - JR東海「トーキョー☆ブックマーク」的CM歌曲。

DVD
1. フレンズ（MUSUC VIDEO）

## 外部連結
- 官方網站發售告知 （页面存档备份，存于）
- Happiness官方網站 （页面存档备份，存于）
- UNIVERSAL MUSIC JAPAN Happiness官方網站 （页面存档备份，存于）